# Дедлок
«Дедлок» (англ. Deadloch) — австралійський кримінальний телесеріал 2023 року, містична чорна комедія, створена Кейт Маккартні та Кейт Макленнан. Головні ролі виконують Кейт Бокс, Мадлен Самі, Алісія Гардінер і Ніна Ояма. Телесеріал вироблений компанією Amazon Studios, прем'єрний показ восьми епізодів відбувся 2 червня — 7 липня 2023 року на потоковій платформі Amazon Prime Video. У липні 2024 року серіал було продовжено на другий сезон.

## Сюжет
Дія серіалу розгортається в Дедлоку, вигаданому містечку в австралійському штаті-острові Тасманія: коли на пляжі виявляють мертве тіло місцевого жителя, розслідування проводять дві абсолютно різні жінки-детективи: вибагливий старший сержант Дулсі Коллінз і зухвалий і безрозсудний детектив Едді Редкліфф з Дарвіна, яким допомагають завзятий констебль Еббі Мацуда та дурний офіцер Свен Олдерман. Вбивство збігається із щорічним міським «Зимовим святом» — святом місцевого мистецтва, кухні та культури. Підозріла смерть змушує Дулсі та Едді впоратися з кардинально протилежними стилями розслідування одне одного, оскільки вони стикаються з багатьма несподіваними таємницями тихого прибережного містечка.

## Акторський склад

### Основний
- Кейт Бокс — Дулсі Коллінз, старший сержант поліції Дедлока, колишній детектив, перейшла на нижчу посаду на прохання своєї дружини Кет.
- Мадлен Самі[en](англ.) — Едді Редкліфф, детектив родом з австралійського Дарвіна, надзвичайно активна та багатьом неприємна поліціянтка.
- Алісія Гардінер[en](англ.) — Кет Йорк, дружина Дулсі Коллінз, яка підтримує тісні стосунки з більшістю жінок міста.
- Ніна Ояма — Еббі Мацуда, повна ентузіазму, але невпевнена в собі констебль.

## Виробництво

### Розробка
Шоуранери та продюсери серіалу Кейт Маккартні та Кейт Макленнан вирішили створити власну комедію, надихнувшись британським телесеріалом «Бродчерч» (2013-2017), навіть робоча назва їхнього проєкту була «Смішний Бродчерч». За словами актриси Ніни Ояма в коментарі виданню «Sydney Morning Herald», це телешоу «перш за все, кримінальне… Але воно також дуже смішне». Окрім іншого, в авторів був намір змінити тропи, типові для кримінального жанру, зокрема показати з іншого боку тих, кого суспільство вважає жертвою, та змалювати підсюжетну лінію про двох підлітків, представників аборигенних народів Тасманії. Сценарій серіалу написаний Маккартні та Макленнан разом із Кім Вілсон, Крістіаном Вайтом, Анчулі Феліцією Кінг, Кірсті Фішер та Мадлен Самі.
Виробництво серіалу розпочалося в лютому 2022 року. Режисерами серіалу були Бен Чесселл, Грейсі Отто та Бек Коул. Виробництвом займається Енді Вокер для Prime Video, Guesswork Television і OK Great Productions, а Фіона МакКонагі є співпродюсером. Маккартні, МакЛеннан, Кевін Вайт і Таня Феган були виконавчими продюсерами. Музику написала Аманда Браун.

## Зйомки
Зйомки проходили на півдні Тасманії, на околицях її столиці Гобарта — в Сігнеті і Кінгстоні.

## Реліз
Прем'єра трьох перших епізодів серіалу відбулася 2 червня 2023 року на Amazon Prime Video, наступні епізоди були доступні щотижня до 7 липня 2023 року.

### Сприйняття
Серіал був прийнятий позитивно. На вебсайті агрегатора рецензій Rotten Tomatoes 100 % із 21 рецензії критиків є позитивними із середньою оцінкою 7,5/10.